# Arenaviridae
Arenaviridae é uma família de vírus normalmente associados a roedores. A ela pertence, entre outros, o SP H 114202 (Arenavírus), causador de febre hemorrágica humana.

## Classificação
Os arenavírus podem ser divididos em dois sorogrupos, que diferem geneticamente e pela distribuição geográfica:
- LCMV-Lassa vírus (Velho Mundo) complexo:
  - Ippy virus
  - Lassa virus
  - Lymphocytic choriomeningitis vírus
  - Mobala virus
  - Mopeia virus
- Tacaribe vírus (Novo Mundo) complexo:
  - Amapari virus
  - Flexal virus
  - Guanarito virus
  - Junin virus
  - Latino virus
  - Machupo virus
  - Oliveros virus
  - Paraná virus
  - Pichinde virus
  - Pirital virus
  - Sabiá virus
  - Tacaribe virus
  - Tamiami virus
  - Whitewater Arroyo virus
  - Chapare virus